# منتخب الكويت تحت 16 سنة لكرة السلة
منتخب الكويت الوطني لكرة السلة تحت 16 سنة هو منتخب كرة سلة وطني لدولة الكويت، يديره اتحاد كرة السلة الكويتي. شارك في مسابقات كرة السلة الدولية للرجال تحت 16 سنة.

## مشاركات كأس آسيا تحت 16 سنة في كرة السلة
| سنة  | نتيجة |
| ---- | ----- |
| 2009 | 13    |
| 2015 | 12    |
| 2022 | 12    |

## روابط خارجية
- سجلات مؤرشفة لمشاركات منتخب الكويت